# Ачијано
Ачијано (итал. Acciano) је насеље у Италији у округу Л'Аквила, региону Абруцо.
Према процени из 2011. у насељу је живело 143 становника. Насеље се налази на надморској висини од 594 м.

## Становништво
Према резултатима пописа становништва 2011. у општини је живело 351 становника.
| 1936. | 1951. | 1961. | 1971. | 1981. | 1991. | 2001. | 2011. |
| ----- | ----- | ----- | ----- | ----- | ----- | ----- | ----- |
| 1.906 | 1.703 | 1.311 | 991   | 742   | 538   | 401   | 351   |